# Friedrich Ignaz von Emperger
Friedrich Ignaz Edler von Emperger est un ingénieur civil austro-hongrois né à Beroun, royaume de Bohême, le 11 janvier 1862, et mort à Vienne le 7 février 1942 ,.
Il a été un des pionniers du développement du béton armé aux États-Unis et en Allemagne.

## Biographie
Fritz von Emperger a été un élève du constructeur de pont Josef Melan. Il a étudié à l'Université technique de Vienne (Technische Hochschule Wien) où il est devenu un membre de la fraternité étudiante "Albia" (Wiener akademische Burschenschaft Albia) en 1879 à laquelle il est resté lié jusqu'à sa mort. En 1881, il est venu étudier  jusqu'en 1884 à l'Université technique allemande (Deutsche Technische Hochschule) à Prague où il était membre de la fraternité étudiante "Teutonia" (Prager Burschenschaft Teutonia). En 1884/1885, il a été assistant universitaire à Prague pour les ponts et la construction en béton armé à la Deutschen Technischen Hochschule. Il a travaillé pour diverses entreprises et a voyagé.
À l'exposition universelle de 1889 à Paris, il prend connaissance d'une nouvelle technologie de béton armé dont il entrevoit les possibilités de développement.
Il a émigré aux États-Unis où il a travaillé comme ingénieur-conseil chez "Jackson Architecte Iron Works" de New York à partir en 1891/1892, puis a ouvert son propre bureau d'études. Il a participé à la conception et à l'exécution des métros de New York et de Boston, ainsi que de bâtiments de grande hauteur, entre 1891 à 1896. Ses connaissances du béton armé lui ont permis de réaliser les premiers ponts en béton armé américains selon le Système Melan. Il a construit le pont Eden Park à Cincinnati. Ce type de construction a montré sa résistance après avoir défié une inondation. Il a fait de nombreuses conférences pour rendre populaire ce type de constructions. Il a aussi été représentant commercial des chemins de fer autrichiens à New York.
Il quitte en 1896 les États-Unis pour revenir à Vienne. À partir de 1898, il est professeur à la Technische Hochschule Wien et travaille sur une Encyclopédie des sciences de l'ingénieur. Il a été un représentant des ingénieurs autrichiens à l'exposition universelle de 1900 à Paris puis à l'exposition internationale de Glasgow, en 1901. Entre 1926 et 1938 il a été Président du comité des chemins de fer et de l'Association autrichienne des ingénieurs et architectes.
En 1901, il a fondé la revue Neuere Bauweisen und Bauwerke aus Beton und Eisen, devenu 1905 Beton und Eisen, puis Beton und Stahlbeton. En 1906, il a fondé le Beton-Kalender. 1908-1909 il a entrepris la rédaction du Handbuch für Eisenbeton (Manuel du béton armé), qui a paru en plusieurs éditions.

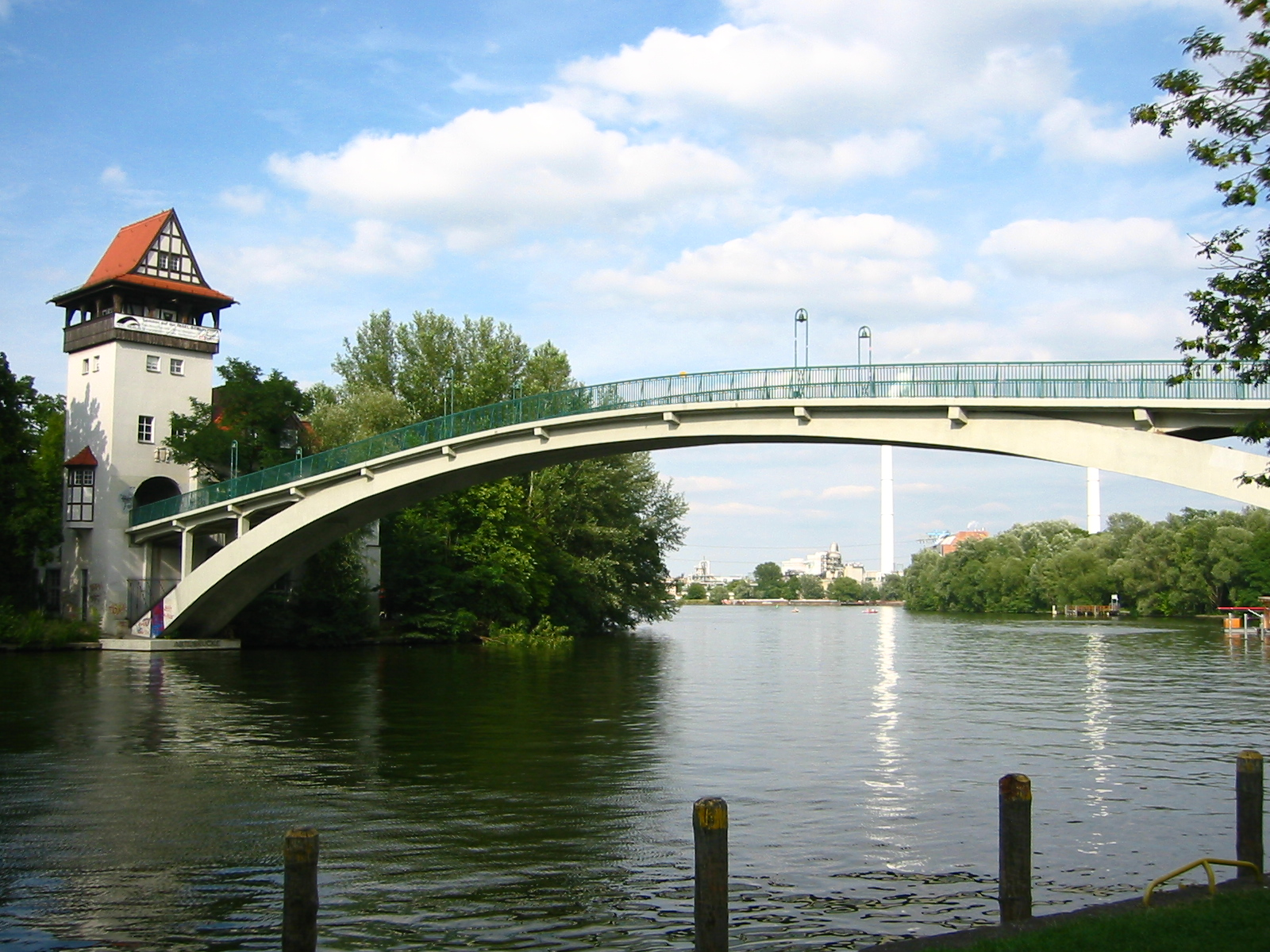
Abteibrücke sur la Spree, à Berlin

Il a été ingénieur expert pour l'exécution, en 1913, à Leipzig, du "Fürst von Schwarzenberg-Brücke", un pont piétonnier, qui a été le premier construit suivant le Système Melan. En 1916, Friedrich von Emperger a également conçu en en béton armé l'"Abteibrücke" sur la Spree, à Berlin, pont piétonnier conduisant à l'île de la Jeunesse (Insel der Jugend). [1]
Friedrich von Emperger était un Allemand des Sudètes, membre de la Ligue populaire grande-allemande (Großdeutschen Volksbunds) issue du mouvement national-allemand, jusqu'à l'Anschluss, en 1938, et l'intégration du Großdeutschen Volkspartei autrichien dans le parti nazi. En 1940, il a demandé à devenir membre du parti national-socialiste des travailleurs allemands en déclarant qu'il était membre de l'association national-socialiste des professionnels de la loi (Nationalsozialistischer Rechtswahrerbund) et de la confédération national-socialiste de la technique allemande (NS-Bund Deutscher Technik). Il a été candidat du parti nazi et a été désigné par la direction viennoise du parti "Combattant actif" comme membre du parti pendant sa période d'interdiction entre 1934 et 1938 et de l'organisation Winterhilfswerk.

## Distinctions
- Il est nommé en 1932 docteur honoris causa de la Technische Hochschule Dresden « pour ses réalisations en tant que champion de l'introduction et le développement de la construction en béton armé ».
- En 1932, il a reçu la médaille Wilhelm Exner[3].
- Le gauleiter de Vienne Baldur von Schirach lui a fait attribuer, en 1942, pour le 80e anniversaire de sa naissance, la médaille Goethe pour l'Art et de la Science.
- Il a reçu la médaille Mörsch en 1942[4].

## Publications
- Handbuch für Eisenbetonbau : Silos. Hohe Schornsteine. Fabrikgebaude und Lagerhause. Wilhelm Ernst & Sohn, Berlin, 1908.